# Elektronendiffractie

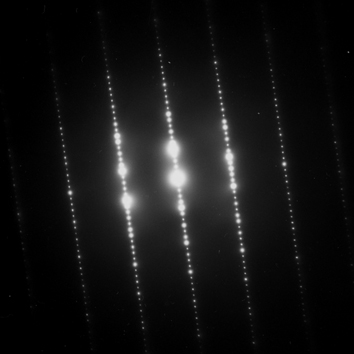
Diffractiepatroon verkregen met TEM

Elektronendiffractie is het afbuigingsverschijnsel dat optreedt wanneer elektronen als gevolg van hun golfkarakter interactie vertonen met atomen. De techniek wordt vaak gebruikt door de elektronen te laten diffracteren aan de regelmatig gerangschikte atomen in een kristal. Deze techniek kan, net als röntgendiffractie, worden gebruikt om de rangschikking van de atomen in het kristal te bepalen en daarmee het materiaal te karakteriseren.

## Interactie

Kristaloriëntatie en bijbehorende diffractie-patronen.

Elektronendiffractie treedt normaal gesproken op met elektronen die een hoge energie, en dus een kleine golflengte hebben, veel korter dan de afstanden tussen atomen. Voor elektronen van 0,1 MeV bijvoorbeeld is de golflengte kleiner dan 3,7 × 10−12 m. Typische inter-atomaire afstanden zijn ongeveer 0,2 × 10−9 m.
De elektronen worden verstrooid door interactie met de positief geladen atoomkern. Elektronen zijn geladen, lichte deeltjes die een sterke interactie met vaste stoffen vertonen; de doordringdiepte is daardoor zeer beperkt. Laagenergetische elektrondiffractie (LEED) en reflectie-hoogenergetische elektrondiffractie (RHEED) worden daarom gezien als technieken die het oppervlak van materialen bestuderen. Transmissie elektronendiffractie kan alleen worden gebruikt voor monsters die minder dan 1 mm dik zijn. Transmissie elektronendiffractie wordt normaal gedaan in een transmissie-elektronenmicroscoop (TEM).

## Bekend kristal
Als het kristal nauwkeurig bekend is, kan de techniek van elektronendiffractie worden gebruikt voor het bepalen van de golflengte (periode) λ van een elektron. Dit gebeurt in een diffractiebuis.